# Parlamentsvalget i Portugal 2015
Parlamentsvalget i Portugal 2015 vil blive afholdt den 4. oktober 2015 , som fastsat i den portugisiske valglov. Til valget skal vælges repræsentanter til 230 pladser i nationalforsamlingen.
Den herskende centrum-højre koalition af Portugals Socialdemokratiske Parti og CDS – Partido Popular, vil kæmpe for et genvalg til deres anden embedsperiode.

## Partier
Partier som på nuværende tidspunkt er repræsenteret i Portugals parlament.
- Venstreblokken (BE), Catarina Martins
- Demokratisk Enhedskoalition (CDU), Jerónimo de Sousa
- Socialistisk Parti (PS), António Costa
- Portugals Socialdemokratiske Parti (PSD), Pedro Passos Coelho
- CDS – Folkepartiet (CDS–PP), Paulo Portas